# 坎西苏塞纳尔
坎西苏塞纳尔（法語：Quincy-sous-Sénart，法語發音：[kɛ̃si su senaʁ] ⓘ，意为“塞纳尔下方的坎西”）是法国法蘭西島大區埃松省的一个市镇，属于埃夫里区。

## 地理
坎西苏塞纳尔（48°40'16"N, 2°32'2"E）面积5.2 平方千米，位于法国法蘭西島大區埃松省，该省份为法国北部内陆省份，北起上塞纳省和马恩河谷省，西接厄尔-卢瓦省和伊夫林省，南至卢瓦雷省，东临塞纳-马恩省。
与坎西苏塞纳尔接壤的市镇（或旧市镇、城区）包括：布西圣安托万、孔布城、埃皮奈苏塞纳尔、埃蒂奥勒、蒂日里、瓦雷讷雅尔西。

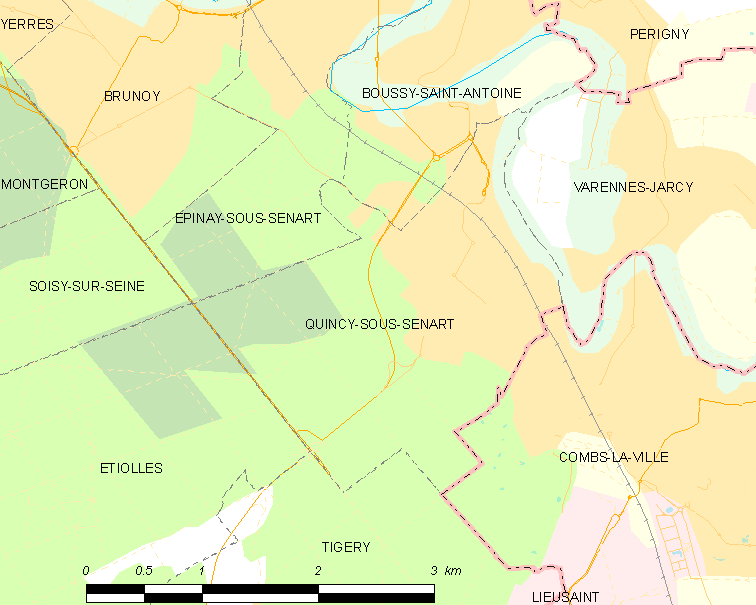
坎西苏塞纳尔的OSM定位图

坎西苏塞纳尔的时区为UTC+01:00、UTC+02:00（夏令时）。

## 行政
坎西苏塞纳尔的邮政编码为91480，INSEE市镇编码为91514。

## 政治
坎西苏塞纳尔所属的省级选区为埃皮奈苏塞纳尔县。

## 人口

1962-2008年间坎西苏塞纳尔人口变化图示

坎西苏塞纳尔于2022年1月1日时的人口数量为9491人。